# Síndrome d'Alícia al país de les meravelles
La síndrome de l’Alícia al País de les meravelles és una síndrome poc comuna caracteritzada per distorsionar la percepció sensorial que afecta principalment els mecanismes d'integració de les escorces associatives sensorials implicades en el desenvolupament de la relació entre l'exterior i l'interior. Les persones amb aquesta síndrome solen experimentar distorsions visuals, com canvis en la mida d'objectes, visió borrosa, visió de línies corbes... La síndrome també es pot manifestar amb la distorsió dels altres sentits.
La síndrome va ser descoberta per John Todd el 1955 a partir de sis pacients que sentien que parts del seu cos o tot sencer se'ls feien més grans o més petites. D'aquests sis pacients quatre patien migranyes.
És una síndrome molt poc diagnosticada, ja que no hi ha una diagnosi concreta. Encara que pot afectar persones de totes les edats, és més comú en els nens petits i sol estar lligat a casos de migranyes.

## Nom de la síndrome
John Todd va batejar la síndrome amb el nom d'Alícia al País de les Meravelles fent referència als llibres de Lewis Carroll: Alícia en terra de Meravelles i Alícia a través de l'espill.
En els seus diaris personals, Lewis Carroll, descriu grans migranyes i episodis de distorsió de la seva percepció, simptomatologia de la síndrome d'Alícia al país de les meravelles. A més, en els llibres protagonitzats per la seva heroïna Alícia, es descriuen diferents episodis similars als episodis produïts per la síndrome en qüestió. Com, per exemple, que a l'Alícia se li fa molt llarg el temps o quan es pren un líquid que la fa petita i un pastís que la fa gran.
No només per aquestes raons John Todd va batejar així la síndrome, sinó també perquè el país de les meravelles és una metàfora que s'adequa molt a la sensació que es té quan s'experimenta aquesta síndrome: sents que estàs en una realitat distorsionada, com en un altre món, però ets plenament conscient que allò no és la realitat.

## Causes
Les causes de la síndrome d'Alícia al País de les meravelles són variades. Entre aquestes es destaquen les lesions al lòbul occipital (per diferents causes com tumors, ictus, inflamació, hemorràgia...), fortes migranyes, epil·lèpsia...
També, es pot causar a través de malalties infeccioses com la varicel·la de zòster, influenza A virus... o el virus d'Epstein-Barr. Aquest últim és la causa de la mononucleosi infecciosa.

## Símptomes
Aquesta síndrome té més de seixanta símptomes associats i, és que, la simptomatologia depèn molt del pacient. Migranyes, marejos i desorientació són símptomes comuns entre la majoria dels pacients. També, però, els pacients poden notar una pèrdua de memòria, poca coordinació amb les extremitats i distorsions sensorials.
Les distorsions sensorials que es poden captar són les següents:

### Distorsions visuals
Les persones que experimenten aquesta síndrome se'ls associa trastorns de la percepció visual com la macròpsia i la micròpsia, que fan que el pacient percebi objectes més grans del que són (macròpsia) o més petits (micròpsia). Es pot manifestar en objectes de l'entorn o a parts del seu propi cos.
També, poden experimentar metamorfòpsia, que distorsiona les formes de l'entorn fent que les línies rectes es tornin corbes i irregulars.
Un altre trastorn associat és la palinòpsia que es caracteritza per la persistència o recurrència d'imatges visuals després que l'estímul original hagi desaparegut. Aquestes imatges són traces visuals de l'estímul anterior.
Entre aquestes, també es poden experimentar episodis d'acromatòpsia, la no percepció dels colors.

### Al·lucinacions
A part de les distorsions visuals, en alguns casos, també s'experimenten al·lucinacions. Aquests solen anar acompanyades de períodes d'alta febre. Entre les al·lucinacions se'n destaca la zoòpsia, les al·lucinacions visuals que es presenten en forma d'animals. La zoòpsia es pot presentar en forma d'al·lucinació d'animals més petits (com insectes...), però, fins i tot, en forma d'animals més grans (com mamífers).

### Distorsions sonores
En un episodi de la síndrome d'Alícia al país de les meravelles, les distorsions visuals poden ser acompanyades de distorsions sonores. Aquestes poden ser un canvi en la intensitat real dels sons, del to... o percebre sorolls, veus o música indistingible.

### Despersonalització i desrealització
A part de tots aquests símptomes, els pacients amb aquesta síndrome poden experimentar diferents trastorns dissociatius com la despersonalització o la desrealització. Aquests fan que hom experimenti el sentiment d'estar completament desconnectat de l'entorn físic o de la mateixa persona, sentiments i pensaments.